# Равиц, Авраам
Авраам Равиц (ивр. אברהם רביץ‎; род. 13 января 1934 года, Тель-Авив, подмандатная Палестина — 26 января 2009 года, Иерусалим, Израиль) — израильский политик, раввин, депутат кнессета (12, 13, 14, 15, 16, 17 созывы) от фракций Яхадут ха-Тора и Дегель ха-Тора.

## Биография
Равиц родился 13 января 1934 года в Тель-Авиве, подмандатная Палестина (ныне Израиль). В 13 лет присоединился к еврейской военизированной организации «Лехи», затем служил в Армии обороны Израиля.
В 1988 году был впервые избран в кнессет (12 созыв), работал в комиссии по образованию и культуре, а также в финансовой,  и законодательной комиссиях. 25 июня 1990 года был назначен заместителем министра строительства и жилищной политики в правительстве Ицхака Шамира.
В двадцать девятом правительстве Израиля занимал пост заместителя министра образования.
В тридцатом правительстве Израиля был заместителем министра благосостояния и общественных услуг.
В ноябре 2008 года Равиц заявил о своём уходе из политики, в кнессете его сменил Йехошуа Поллак.
В январе 2009 года был госпитализирован в больницу Хадасса, из-за проблем с сердцем. Авраам Равиц скончался 26 января 2009 года в Иерусалиме. На его похоронах присутствовали многие видные политические деятели Израиля, в том числе действующий премьер-министр Эхуд Ольмерт, лидер оппозиции Биньямин Нетаньяху, лидер «ШАС» Эли Ишай, глава МИДа Израиля Ципи Ливни.
Равиц жил в районе Байт вэ Ган (Иерусалим), имел 12 детей и семьдесят семь внуков (на момент смерти)